# Primula monticola
Primula monticola là một loài thực vật có hoa trong họ Anh thảo. Loài này được (Hand.-Mazz.) F.H. Chen & C.M. Hu miêu tả khoa học đầu tiên năm 1990.